# کودی میلر
کودی میلر (انگلیسی: Cody Miller؛ زادهٔ ۹ ژانویهٔ ۱۹۹۲) یک شناگر اهل ایالات متحده آمریکا است.
وی در مسابقات کشوری و بین‌المللی در مجموع برنده ۱ مدال طلا، ۱ مدال نقره، ۲ مدال برنز شده‌است.